# Santarém (Pará)
Pour les articles homonymes, voir Santarém.
Santarém est une ville brésilienne de l'ouest de l'État du Pará, sur le cours inférieur du fleuve Amazone, au niveau de son confluent avec le rio Tapajós.

## Géographie

La ville se situe par une latitude de 02° 26' 34" sud et par une longitude de 54° 42' 28" ouest, à une altitude de 51 mètres.
Sa population était de 308 339 habitants au recensement de 2021. La municipalité s'étend sur 22 887 km2.
Son économie est très active dans le port de Santarém.

## Histoire
La ville actuelle a été fondée par le jésuite luxembourgeois Jean-Philippe Bettendorff le 22 juin 1661 sous le nom d′Aldeia dos Tapajós. Peu après leur arrivée, les religieux jésuites ont construit la première chapelle de la région, qu'ils ont baptisée du nom de Notre-Dame de la Conception.
Village le plus peuplé d'Amazonie au XVIIe siècle, Aldeia dos Tapajós était le point de départ des troupes militaires portugaises qui partaient en guerre contre les peuples indigènes de la région.

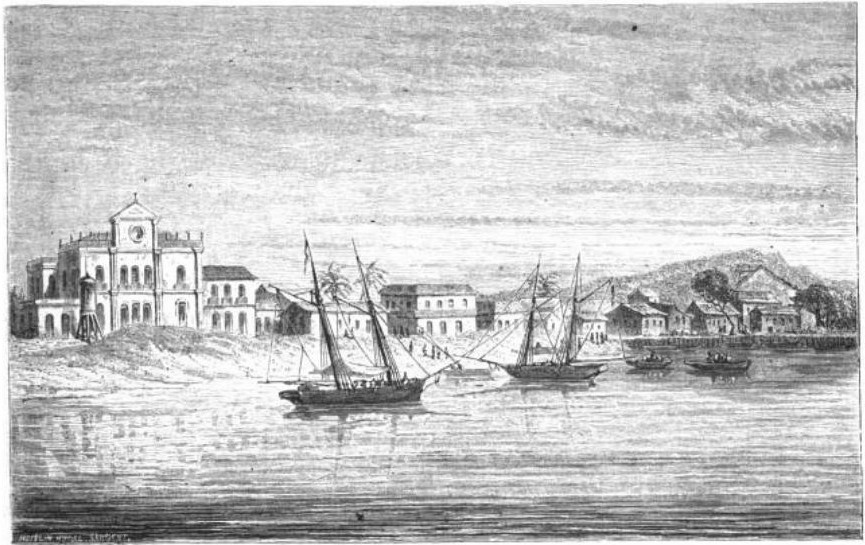
Santarém en 1861, dessin d'Édouard Riou, Le Tour du Monde, vol. 4.

Tapajós a été élevé au rang de ville le 14 mars 1758 par le gouverneur de la province de Grão-Pará (pt), Francisco Xavier de Mendonça Furtado, et a ensuite reçu le nom de Santarém en l'honneur de la ville portugaise du même nom. Le nom de Santarém dérive quant à lui d'un hommage à Irène du Portugal, jeune martyre et sainte chrétienne qui y est morte ; le nom antérieur de la ville était Escálabis (latin : Scallabis).
Santarém a été élevée au rang de ville le 24 octobre 1848.

## Sport
La ville dispose de son propre stade de football, le stade Colosso do Tapajós, qui sert d'enceinte à domicile au club de football du São Raimundo EC.

## Personnalité
- Sebastião Tapajós (1943-2021), compositeur et guitariste, y est mort.

## Galerie

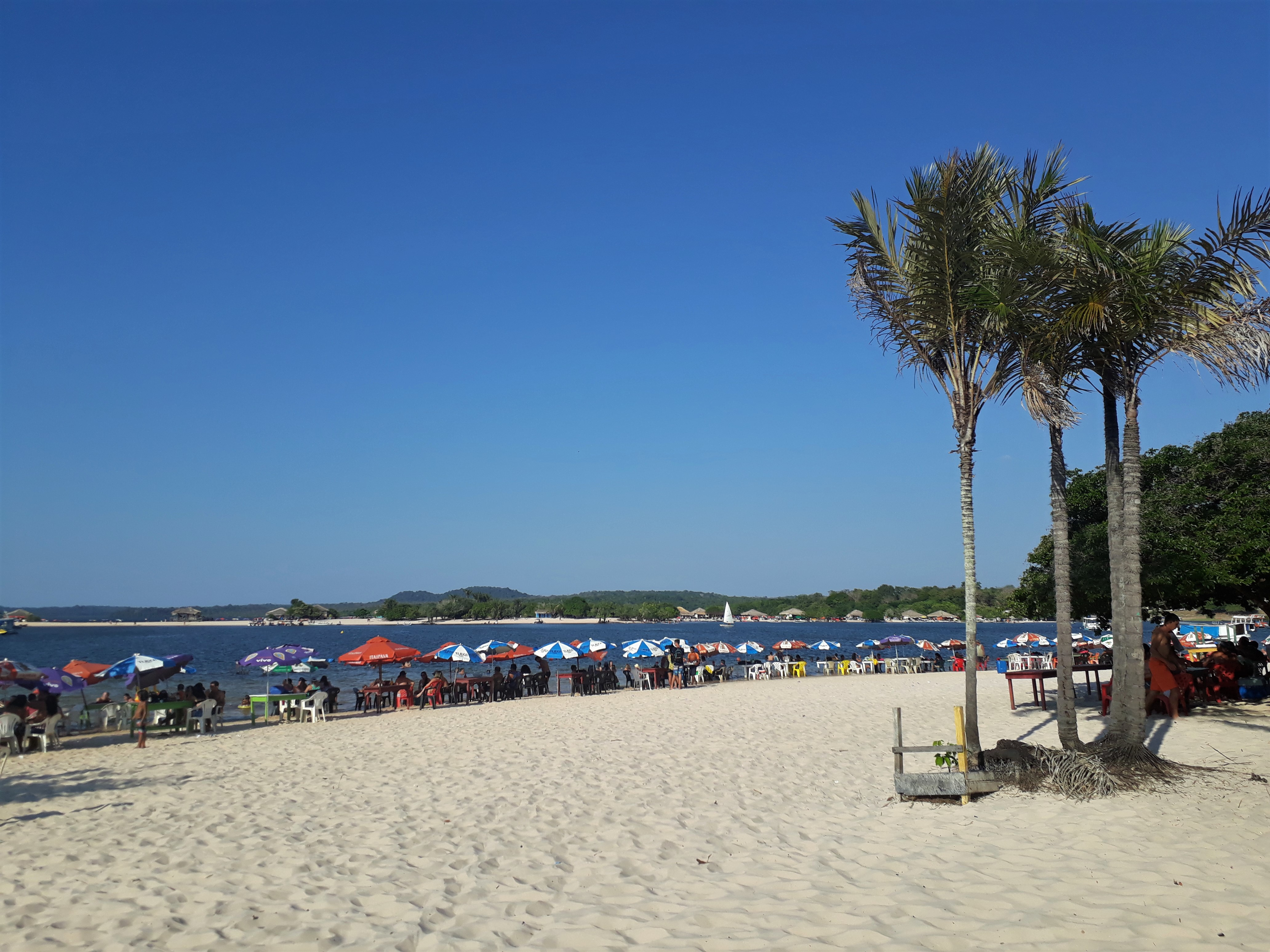
Plage d'Alter-do-Chão.
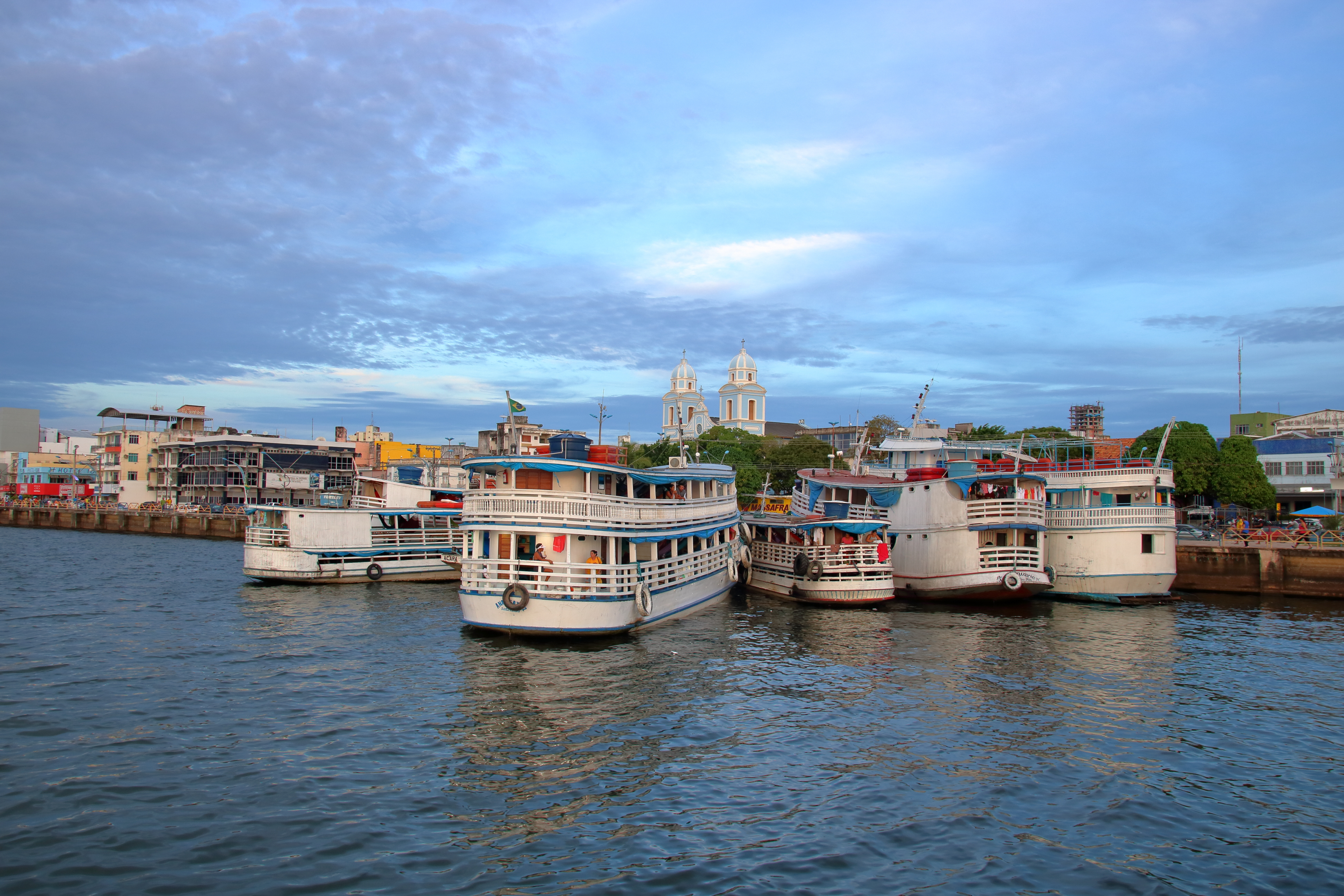
Embarcadère.
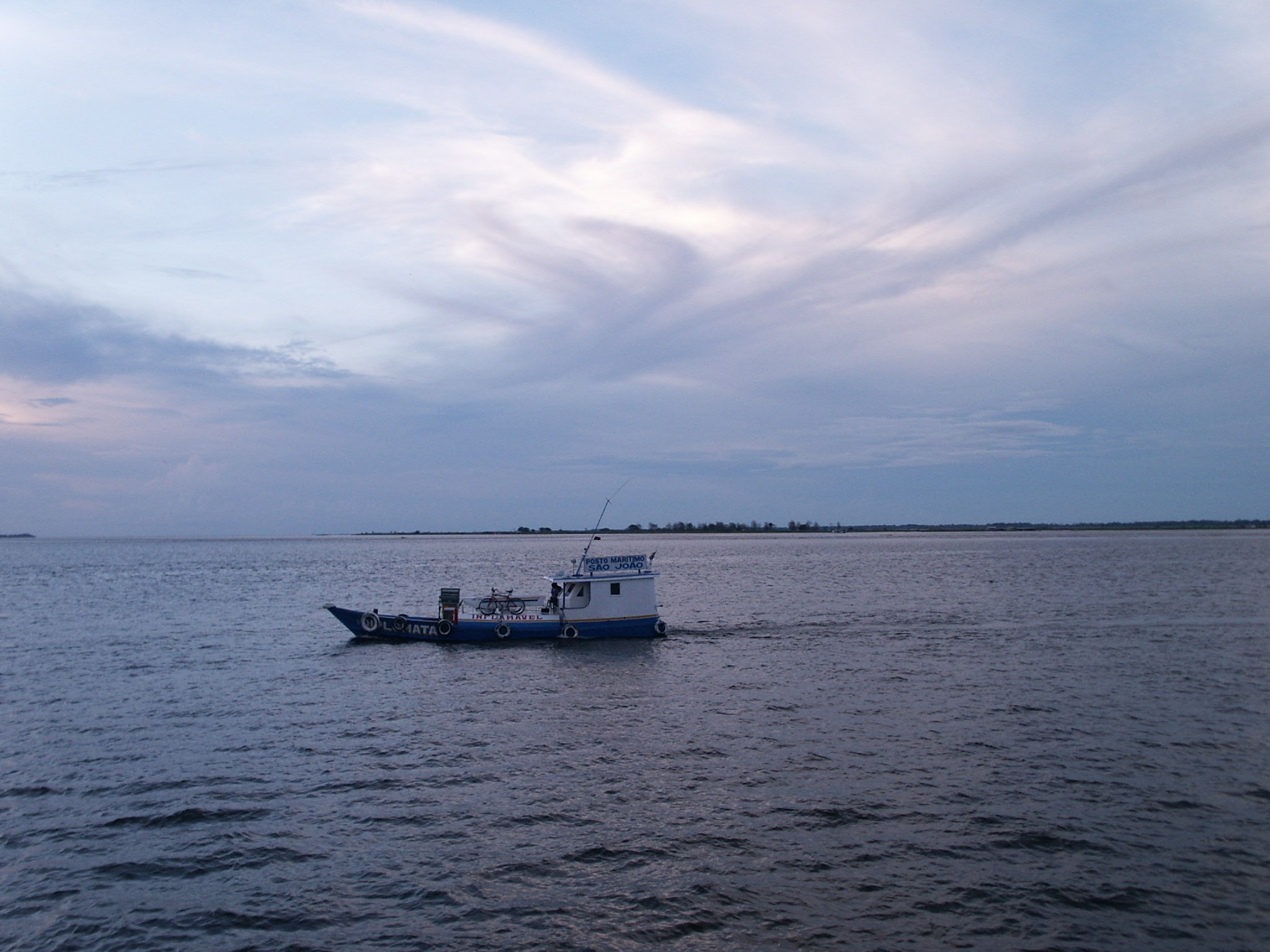
Le Tapajós, affluent de l'Amazone, à Santarém.
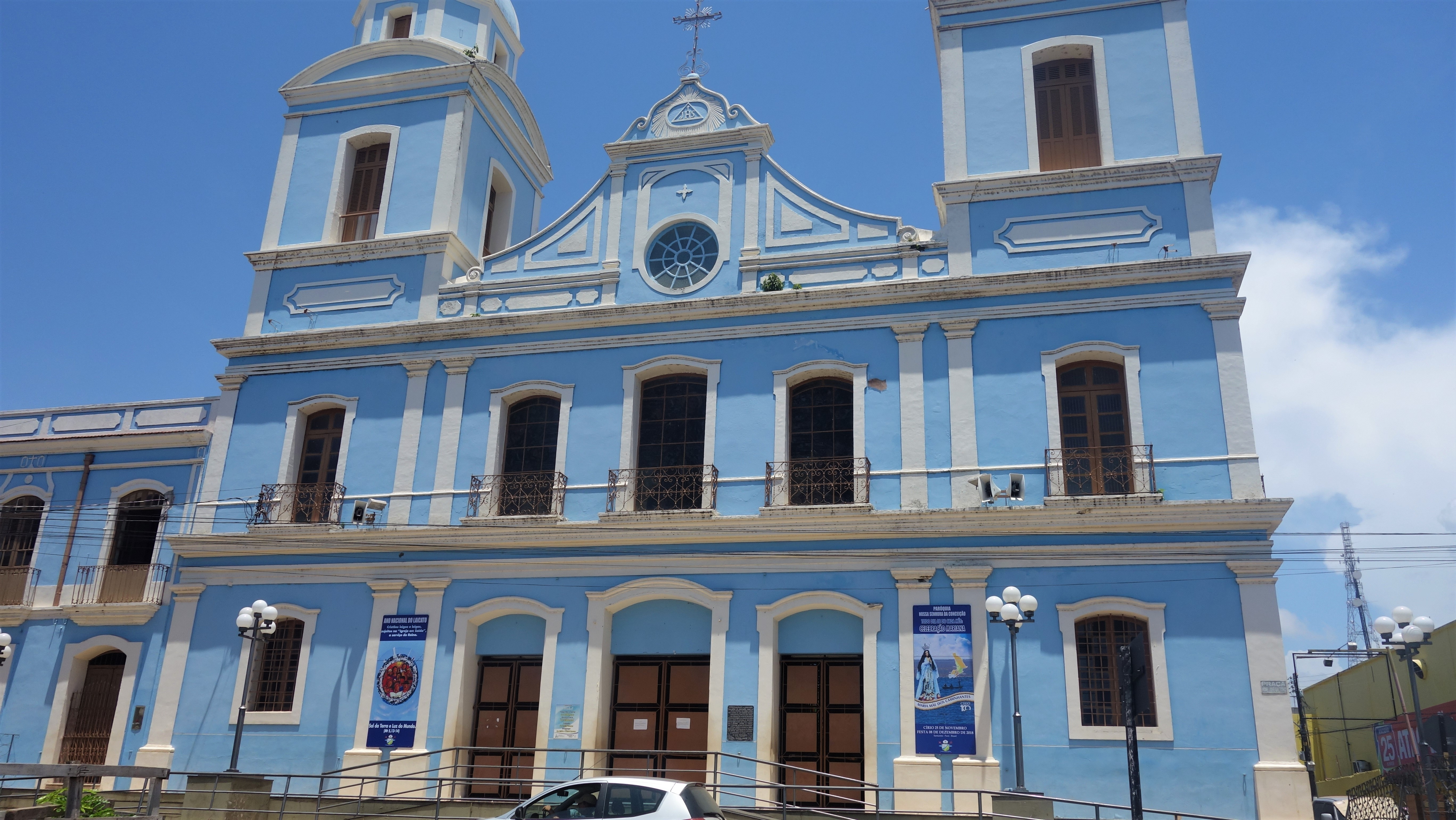
Cathédrale Notre-Dame-de-la-Conception.
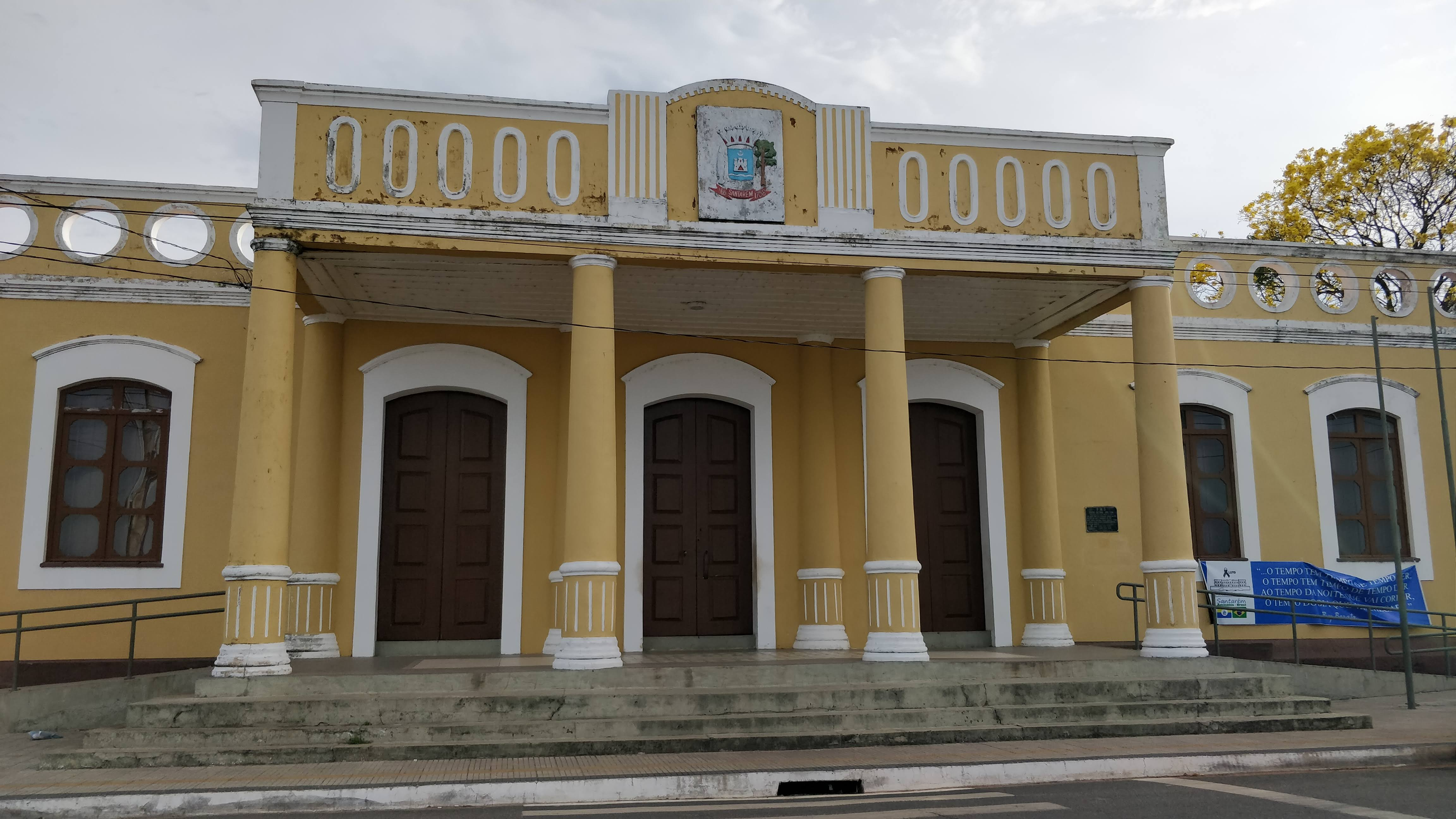
Centre culturel João Fona.